# Ловро Клеменчич
Ловро Клеменчич (1891 — 1928), учесник Првог светског рата и политички радник.

## Биографија
Ловро Клеменчич рођен је 9. августа 1891. године у Шентвиду код Стичне. Као студент медицине у Бечу, 1912. године постао је један од водећих чланова национално-револуционарне организације „Препород“ и сарадник њеног истоименог листа. 1913. године отпутовао је у Русију где се зближио с есерима. На почетку Првог светског рата предао се Русима. Касније је као добровољац био у Србији, на Крфу и у Солуну, одакле је 1917. године отпутовао у Русију да би публицистички деловао за демократско уједињење Јужних Словена.
Под утицајем Октобарске револуције придружио се бољшевицима и вратио се у домовину 1919. године да би се посветио организовању левог крила у словеначкој социјалдемократији. После отцепљења левице основао је заједно са Владиславом Фабијанчичем у мају 1920. године словеначки орган Комунистичке партије Југославије (КПЈ), „Рдечи прапор“. После Вуковарског конгреса био је први секретар Покрајинског комитета КПЈ за Словенију. У Уставотворну скупштину изабран је на листи КПЈ у Македонији. После доношења „Обзнане“ и Закона о заштити државе основао је 1921. године легални орган КПЈ „Делавске новице“.
Због широке локалне, односно покрајинске, примене тактике јединственог фронта прво са социјалистима и хршћанским социјалистима на изборима марта 1923. године, као и због негативног односа према Независној радничкој партији Југославије која је у то време основана, био је у априлу 1923. уклоњен с положаја покрајинског секретара и искључен из КПЈ. Године 1925. се прикључио Бернотовој социјалистичкој фракцији, утицао на њену радикализацију и на заједничко иступање са КПЈ на парламентарним изборима 1927. године.
Умро је 28. јула 1928. године у Подбрезју.